# Meliosma pittieriana
Meliosma pittieriana är en tvåhjärtbladig växtart som beskrevs av Julian Alfred Steyermark. Meliosma pittieriana ingår i släktet Meliosma och familjen Sabiaceae. Inga underarter finns listade.